# 日本漢字能力検定協会
公益財団法人日本漢字能力検定協会（にほんかんじのうりょくけんていきょうかい）は、日本漢字能力検定の実施等を行う公益財団法人である。元文部科学省（生涯学習政策局生涯学習推進課）所管。

## 概要
- 主な事業 - 日本漢字能力検定、文章読解・作成能力検定、BJTビジネス日本語能力テストの実施参考書籍の出版、日本語漢字学習の振興
- 代表者代表理事等
  - 代表理事 会長兼理事長　髙坂節三[注釈 1]（こうさかせつぞう）
    - 設立以来長らく役員の職にあった大久保昇・浩親子は、問題発覚後の2009年4月に、それぞれ理事長、副理事長兼事務局長を辞職している。
    - 鬼追明夫理事長も、1年の任期満了で、2010年3月をもって退任した[1]。
    - その後任の池坊保子衆議院議員も、任期途中の2011年3月に解任された[2]。

  - 専務理事 可児達志
- 本部所在地
〒605-0074 京都府京都市東山区祇園町南側551番地
- 東京事務所
〒108-0023 東京都港区芝浦3丁目17-11 天翔田町ビル6階
- 基本財産 - 3億円
- 理事（代表理事を含む）（9名）
- 評議員（10名）
- 事業収入 - 43億3,036万3,535円（2023年度）
- 職員数 - 112名（2025年4月現在）
- 関連会社 - なし

## 実施事業等
- 日本漢字能力検定の実施
現在は1級から10級まであり、受験資格に制限は無い。尚、難易度に関しては日本漢字能力検定の項目を参考。
- 出版事業 - 漢検関連の教材（書籍・ゲーム）
- BJTビジネス日本語能力テストの実施（2009年度にJETROより事業移管）
- 文章読解・作成能力検定（文章検）の実施
- 漢字文化の調査研究・普及活動
- 漢字に関する啓発・広報活動
  - 漢検漢字資料館（協会本部に併設）
  - 「今年の漢字」 - 1995年から毎年、その年の世相を現す漢字一字を公募し、応募が最多だった字を漢字の日である12月12日に清水寺（京都市）で発表している。
  - 季刊誌「漢検ジャーナル」の発行・無料配布

株式会社オーク（日本語文章能力検定協会）が実施する日本語文章能力検定（文検）の監修を、2009年（平成21年）度第1回まで行っていたが、同社との業務提携解消に伴い、監修と実施運営の協力を中止。そのため、文検の実施も、2009年度第2回以降休止となった。

## 漢検 漢字博物館・図書館

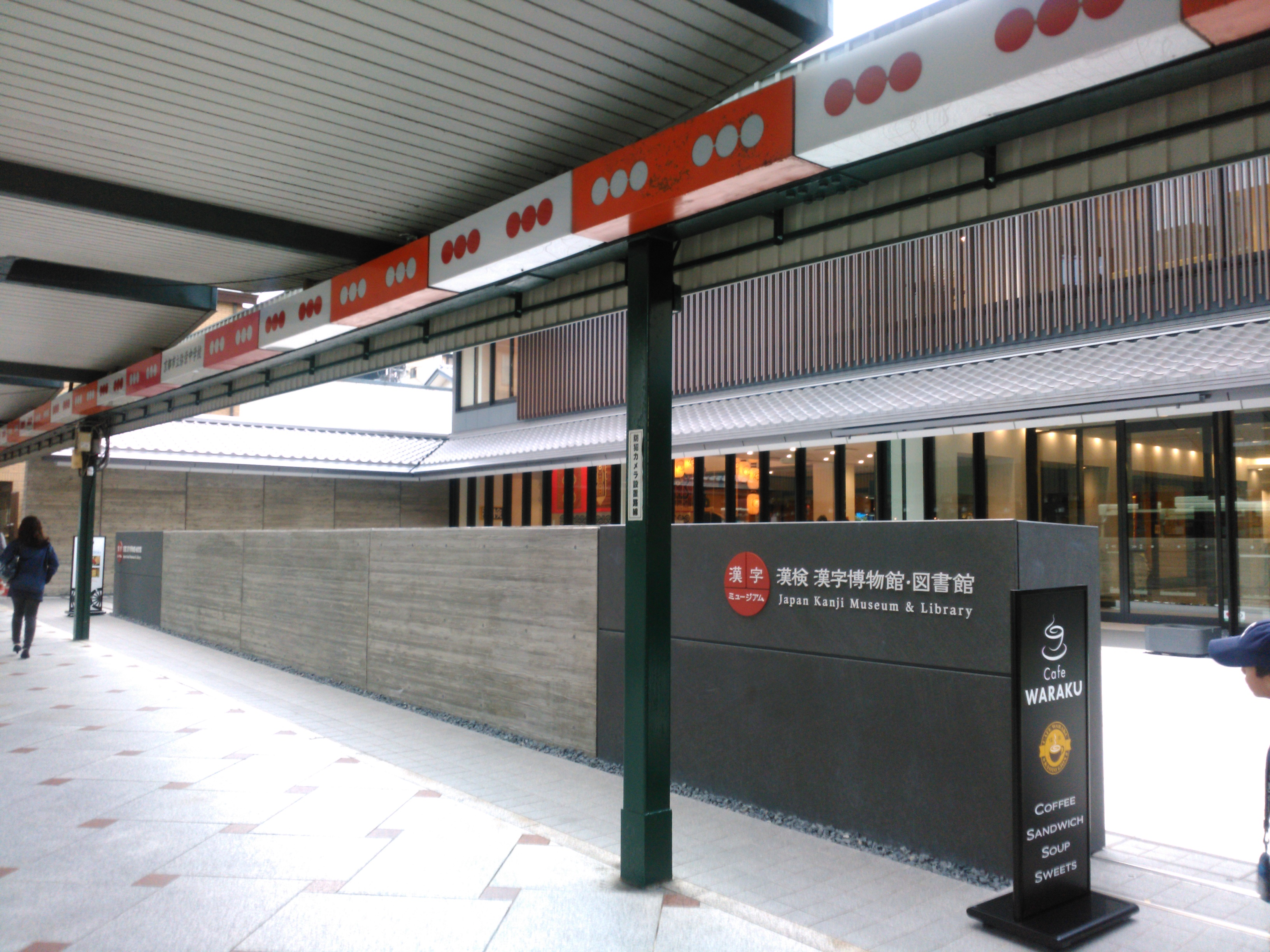
漢字ミュージアム 入口付近

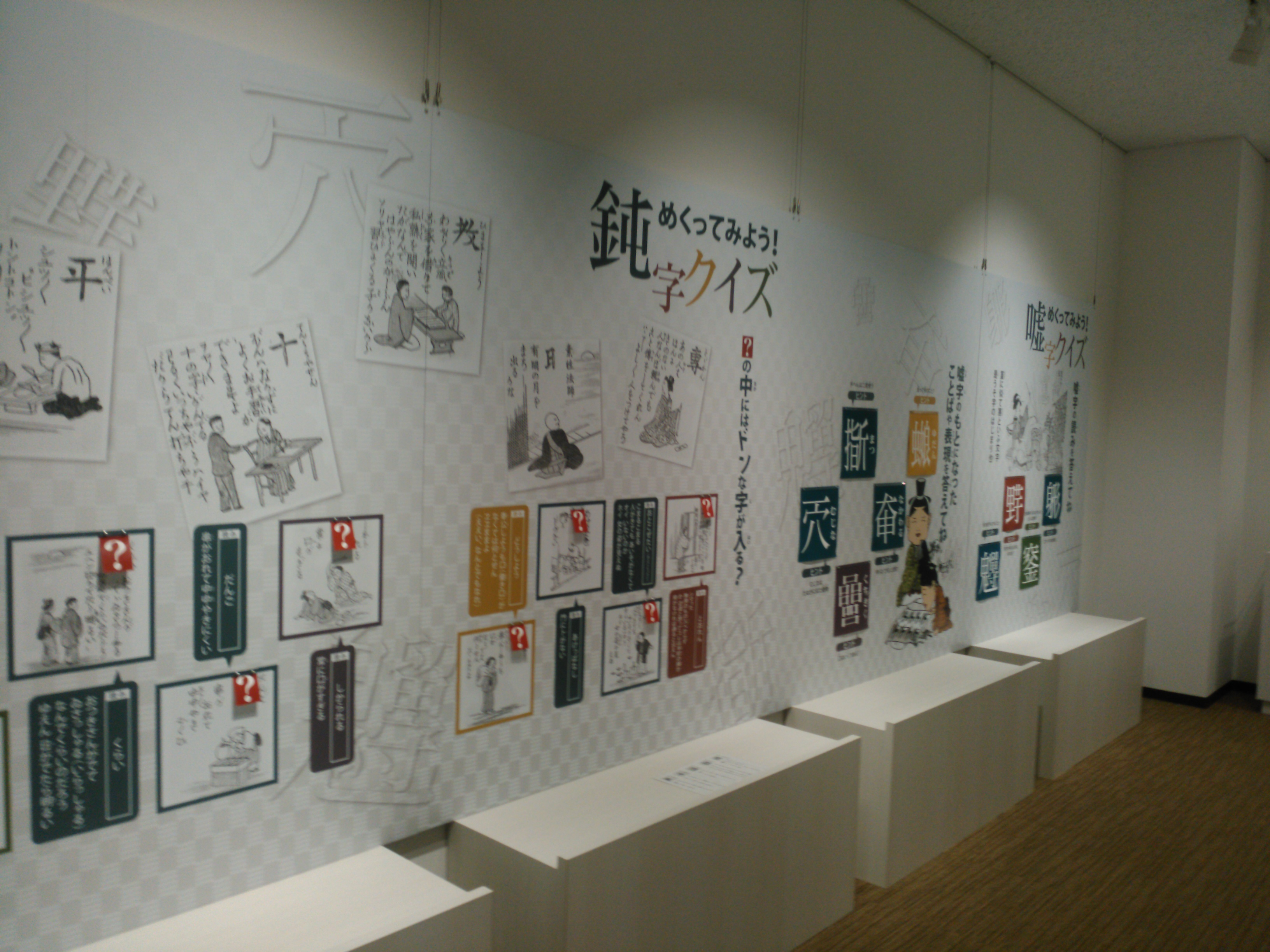
漢字ミュージアム 内部展示

2014年、京都市立弥栄中学校 の跡地について京都市と協定を結び、漢字博物館・図書館と本部事務所を建設する計画案を発表した。漢検漢字博物館・図書館、通称を漢字ミュージアムとして、2016年6月29日に開館した。

## 商品
- 漢検 漢字学習ステップ（2級～10級）
- 漢検 過去問題集（1級〜10級）
- 漢検 分野別精選演習（1級・準1級）
- 漢検 分野別問題集（2級～4級）
- 漢検 実物大過去問（1級～10級、1級・準1級はセット）
- 漢検要覧（1級・準1級セットと2級～10級セットの二種類）
- 漢検 ハンディ漢字学習（2級～4級）
- これでなっとく！ 漢検 クイックスタディ（2級〜4級）
- 新装版 漢検 10日間でできる練習問題（2級〜6級）
- 漢検 漢字辞典 第二版
- 漢検 四字熟語辞典 第二版
- いちまるとはじめよう！わくわく漢検（5級〜10級）
- いちまるとふしぎな手（絵本）
- さわって！あそんで！みんなの漢字の絵本（仕掛け絵本）
- 財団法人日本漢字能力検定協会公認漢検DS
- 漢検スマート対策（Nintendo Switchソフト）
- 財団法人日本漢字能力検定協会公認漢検Wii漢字王決定戦 （2007年、ロケットカンパニー）

## 沿革
- 1971年 - 松下電工の社員であった大久保昇が脱サラし、西京区の阪急桂駅西口でビル賃貸業を始め[7]、パン店[8]を経営する。
- 1975年 - 経営する賃貸ビル内に漢字塾があり、大久保がそれに着目し任意団体として日本漢字能力検定協会（財団法人日本漢字能力検定協会の前身）を設立。理事長に就任。
  - 漢字検定を同年から開始し、1991年まで行う。1989年には大久保の長男・浩がリクルートを退社し家業を手伝う。
  - 当時の旧漢字検定試験は最高位の5段から小学校1年レベルの15級まで20段階の区分があり、現在の各級とはレベルは異なっていた。
- 1992年
  - 4月 - 文部省（現・文部科学省）認定の検定実施団体として改組。
  - 6月16日 - 財団法人日本漢字能力検定協会設立。
- その後、各省庁の認定試験制度が廃止され文部科学省後援の検定となる。
  - 2009年4月20日、文部科学省は当年度の試験に対し、後援の取り消しを決定した。
  - 2010年度以降も、文部科学省からの後援は取り消されたままとなっている。
- 1995年 - 「今年の漢字」の募集・発表を開始。
- 2000年 - 協会本部2階に漢検漢字資料館開館。（2014年9月末をもって休館。）
- 2009年4月- 大久保昇が理事長を辞職し、後任の理事長に弁護士鬼追明夫が就任。
- 2009年5月 - 前理事長と息子の前副理事長が背任の容疑で逮捕される（漢検協会事件）。
- 2010年4月 - 衆議院議員池坊保子が理事長に就任
- 2011年3月 - 理事長池坊を解任[2]
- 2013年4月 - 公益財団法人に認定
- 2016年5月 - 本部を移転（旧住所は京都市下京区烏丸通松原下る五条烏丸町398。跡地は京王プレリアホテル京都烏丸五条となっている）
- 2016年6月 - 漢検 漢字博物館・図書館（漢字ミュージアム）が開館

## その他
- 漢字検定関連の書籍は公益財団法人日本漢字能力検定協会以外からも刊行されている。